# Otis Blue/Otis Redding Sings Soul
Otis Blue/Otis Redding Sings Soul (en español literalmente Otis tristeza u Otis azul / Otis Redding canta Soul), conocido simplemente como Otis Blue es el tercer álbum de estudio del músico estadounidense de soul Otis Redding. Fue publicado en septiembre de 1965 por el sello Volt.
El álbum se compone de cóvers de otras canciones, tanto de soul como R&B y hasta rock.
Fue incluido en el listado de los 500 mejores álbumes de todos los tiempos de la Revista Rolling Stone, ocupando el puesto 78 en la reedición de 2012.

## Contenido

### Canciones
El álbum cuenta con cóvers de los temas Down in the Valley de Solomon Burke (1962), Wonderful World (1960), A Change Is Gonna Come y su lado B Shake (1964), de Sam Cooke, My Girl de The Tempations (1964), Satisfaction de The Rolling Stones (1965), You Don't Miss Your Water de William Bell (1962) y Rock Me Baby de B.B. King (1964).
También incluye los temas originales Ole Man Trouble, Respect y I've Been Loving You Too Long.

## Legado
El álbum fue incluido en la lista RS500 como el puesto no. 74 en el 2003. En la reedición de 2012, el álbum descendió al puesto 78.
La canción Respect luego fue versionada por Aretha Franklin en su álbum I Never Loved a Man the Way I Love You en 1967. Se convirtió en un símbolo feminista y un clásico de Franklin. La canción fue elegida como la quinta (5) mejor canción de la historia, de acuerdo con Rolling Stone.
I've Been Loving You Too Long también fue incluida en la lista, ocupando el puesto 111.

## Lista de canciones
| Side one |                                 |          |  |
| N.º      | Título                          | Duración |  |
| 1.       | «Ole Man Trouble»               | 2:55     |  |
| 2.       | «Respect»                       | 2:05     |  |
| 3.       | «A Change Is Gonna Come»        | 4:17     |  |
| 4.       | «Down in the Valley»            | 3:02     |  |
| 5.       | «I've Been Loving You Too Long» | 3:10     |  |

| Side two |                             |          |  |
| N.º      | Título                      | Duración |  |
| 1.       | «Shake»                     | 2:35     |  |
| 2.       | «My Girl»                   | 2:52     |  |
| 3.       | «Wonderful World»           | 3:00     |  |
| 4.       | «Rock Me Baby»              | 3:20     |  |
| 5.       | «Satisfaction»              | 2:45     |  |
| 6.       | «You Don't Miss Your Water» | 2:53     |  |